# Acinonyx
Acinonyx (gepard) je rod kočkovitých šelem. Zahrnuje jeden žijící druh, geparda štíhlého (Acinonyx jubatus) a čtyři fosilní druhy Acinonyx pardinensis, Acinonyx aicha, Acinonyx intermedius a Acinonyx kurteni.

## Rychlost pohybu
Gepardi jsou obecně považováni za nejrychlejší suchozemské obratlovce současnosti. Podle ověřených výzkumů dokážou na kratší dobu dosáhnout rychlosti v běhu až kolem 110 km/h.